# パオロ・マルティネッリ
パオロ・マルティネッリ（Paolo Martinelli 、1952年9月29日 - ）イタリア・モデナ出身でF1チームスクーデリア・フェラーリの1994年から2006年の期間、エンジン部門のテクニカルディレクターを務めていた。2006年10月からはジル・シモンにテクニカルディレクターを引き継ぎフェラーリの親会社フィアットの幹部社員を務めている。

## 経歴
ボローニャ大学で機械工学を学び1978年に卒業、その後フェラーリ社に入社し生産車のエンジンデザインの担当を務めていた。
1994年から2006年の期間、クラウディオ・ロンバルディの後を引き継ぐ形でスクーデリア・フェラーリのテクニカルディレクター（エンジン部門）を務めた。V12・V10・V8エンジンを開発、そしてそのエンジンはドライバーズタイトル5回・コンストラクターズタイトル6回の獲得に貢献した。